# Lawrence Alexander Sidney Johnson
Pour les articles homonymes, voir Johnson.
 (août 2019).
Si vous disposez d'ouvrages ou d'articles de référence ou si vous connaissez des sites web de qualité traitant du thème abordé ici, merci de compléter l'article en donnant les références utiles à sa vérifiabilité et en les liant à la section « Notes et références ».
Lawrence Alexander Sidney Johnson, connu aussi sous le nom de Lawrie Johnson, est un botaniste australien, né le 26 juin 1925 à Cheltenham dans la banlieue de Sydney et mort le 1er août 1997 à St Leonards (en), également à proximité de Sydney.

## Biographie
Il travaille pour les Jardins botaniques royaux de Sydney durant toute sa carrière professionnelle, d’abord comme botaniste de 1948 à 1972, puis comme directeur de 1972 à 1985 enfin comme chercheur associé honoraire de 1986 à 1997. Seul ou avec des collaborateurs, il reconnaît et décrit quatre nouvelles familles de plantes vasculaires, trente-trois nouveaux genres et deux cent quatre-vingt-six nouvelles espèces (y compris dans ses publications posthumes). Il reclasse également 395 autres espèces.
La famille des Rhynchocalycaceae, qu’il décrit avec Barbara G. Briggs (1934-), est acceptée par l’Angiosperm Phylogeny Group, mais les familles des Hopkinsiaceae et Lyginiaceae qu'ils proposent en 2000, constituées par des espèces précédemment classées dans les Anarthriaceae, sont rejetées.